# Batalla del Alia
La batalla del Alia fue un enfrentamiento militar librado en las cercanías del río Alia en algún momento a inicios del siglo IV a. C., entre la tribu gala de los senones y el ejército de la República romana. El resultado fue una completa victoria de los primeros y el posterior saqueo de Roma.

## Datación
Ya en el siglo I Plutarco reconocía las dificultades para datar apropiadamente el evento por la confusión en que se vivió aquella época. La fecha tradicional de la batalla es 390 a. C. según los Fasti Capitolini, listados de los magistrados anuales hechos por Augusto y basados en la cronología Marco Terencio Varrón, que pasó a ser oficial. Sin embargo, estudiosos modernos son muy críticos. Primero, los romanos no tenían un concepto de «era común» como el actual, ellos asignaban cada año a los cónsules que desempeñaron entonces, cuya lista era mantenida por el pontífice máximo, publicándose por primera vez en el siglo II a. C.. Segundo, el listado de cónsules republicanos es incompleto y Varrón (como otros autores antiguos) respondió rellenando con personajes inventados. Tercero, el año romano comenzaba el 1 de septiembre (siglo V a. C.) o el 1 de julio (siglo IV a. C.), así que toda conversión debe incluir dos elementos (por ejemplo: «años 300/299 a. C.»). Cuarto, los meses tenían una intercalación irregular, así que fechas exactas mencionadas en otras fuentes no coinciden con las romanas. Quinto, Varrón agregó cuatro años de anarquía en su cronología, lo que hizo a toda fecha anterior al 300 a. C. inexacta.
Tito Livio afirmaba que las primeras noticias del ataque galo a Clusium llegaron cuando el plebeyo Marco Caedicio fue elegido tribuno consular, al mismo tiempo que hubo un portento ignorado por la condición humilde del testigo. Al año siguiente habría ocurrido la batalla. Ambos coinciden en que fue poco más de 360 años después de la fundación de Roma, de hecho, en el discurso que se recoge de Camilo, el general dice que la ciudad tenía 365 años. De Diodoro Sículo se infiere que el desastre sucedió en el 386 a. C., porque afirma que fue al mismo tiempo que Dionisio I de Siracusa asediaba Regio. Polibio corrobora aquello, señalando que tanto el asedio de Regio como la invasión gala ocurrieron al mismo tiempo que la Paz de Antálcidas. Por ello, los estudiosos modernos hablan de 387 o 386 como la fecha más segura. Apiano fechaba el comienzo de la migración celta y el cruce de los Alpes durante la 97.ª Olímpiada, hacia el 392 a. C., aunque téngase en cuenta que él escribió en el siglo II, más de quinientos años después.
Respecto del día, Plutarco dijo que fue poco después del solsticio de verano, en los idus de julio, siendo seguido por un asedio al Capitolino de 7 meses hasta los idus de febrero. Esto coincide con varios autores, quienes contaban que el 18 de julio era considerado un mal día por los sacerdotes romanos porque era el aniversario del combate y por eso se realizaban ceremonias religiosas. Aurelio Víctor difiere ligeramente, fechando la derrota en el 16 de julio. Era el Dies Alliensis, «Día del Alia». Sin embargo, como ya se ha señalado, ese día en la antigua Roma no equivalía al 18 de julio actual.

## Antecedentes

### Guerra contra Veyes

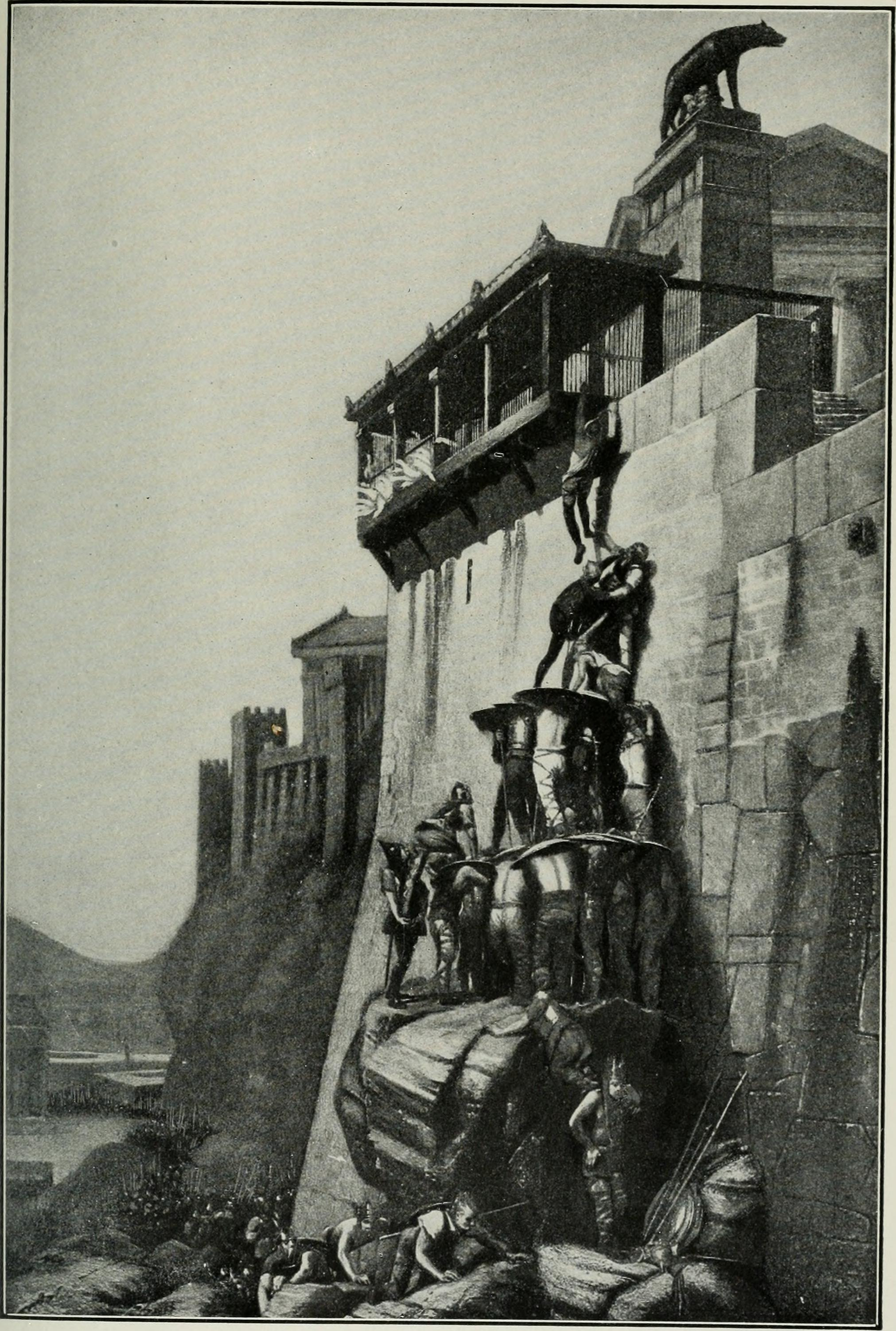
Ilustración del episodio de los gansos en The story of the greatest nations, from the dawn of history to the twentieth century, Edward Sylvester Ellis & Charles Francis Horne, 1900.

Después de diez años de guerra con Veyes, el Senado nombró dictador a Marco Furio Camilo. De inmediato nombró a Publio Cornelio Escipión magister equitum y realizó rituales religiosos, prometiendo levantar un templo a la diosa Matuta si ganaba. Después invadió el territorio de los faliscos, venciendo en una gran batalla a estos y los capenates. El campamento fue capturado junto a un gran botín que fue entregado al cuestor y no a los soldados.
Siguió a Veyes, donde notó que los asaltos frontales eran un fracaso, así que retiró a los escaramuzadores y aumentó el número de fuertes, prohibiendo combates en la tierra de nadie entre las murallas y las trincheras, a menos que él lo mandara. Luego ordenó cavar túneles en secreto, estableciendo seis grupos que trabajaban en turnos rotativos de seis horas. Cuando estaban casi listos, distrajo a los etruscos llamándolos en persona. Los defensores creyeron que los romanos se iban a rendir, así que el jefe veyense se ofreció de sacrificio en el templo de Juno. El vidente examinó sus entrañas y anunció que vencería el que cortara esas carnes, fue entonces cuando los romanos salieron inesperadamente del piso y atacaron, mientras los etruscos se asustaron y huyeron. Se llevaron los restos del sacrificado al dictador.
Se dio un combate feroz mientras los romanos salían del túnel, llegaron a la muralla e intentaban abrir las puertas. Las mujeres y esclavos etruscos se refugiaron en los techos y empezaron a arrojarles piedras y tejas, lo que era respondido con fuego. Se mezclaron las amenazas de atacantes, gritos de defensores y lamentos de mujeres y niños. Luego, los romanos se hicieron con las paredes y abrieron las puertas, permitiendo a sus compañeros escalar las primeras o entrar en tropel por las segundas, desatándose una batalla casa por casa.
Empezó una carnicería pero el dictador decretó que todo no combatiente fuera perdonado, deteniendo la matanza. Los sobrevivientes fueron vendidos como esclavos y esos ingresos fueron destinados al Estado. La ciudad fue saqueada, tomándose un gran botín, mayor que la suma de todos los tesoros tomados en las guerras romanas anteriores. Luego transfirió la imagen de la diosa a Roma como había jurado.

### Destierro de Camilo

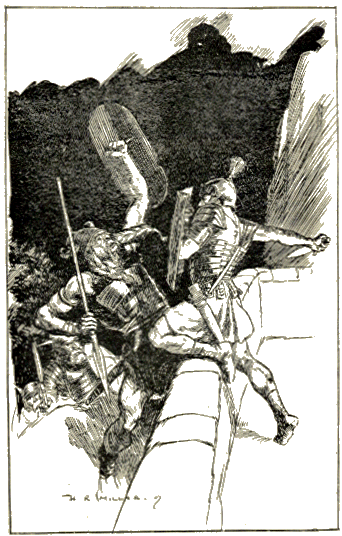
Ilustración en Stories from Ancient Rome por Alfred J. Church, 1906. Marco Manlio Capitolino llega justo a tiempo para hacer caer a los galos.

Después de su victoria, Camilo celebró un triunfo con su carro tirado por 4 caballos blancos, simbolismo reservado a Júpiter y considerado antirrepublicano. A los romanos le molestó esta extravagancia. Para empeorarlo, cuando los tribunos de la plebe propusieron dividir a senadores y ciudadanos comunes en dos mitades, una de las cuales poblaría Veyes, teniendo nuevas tierras y asegurando el dominio del nuevo territorio, Camilo se opuso. Se sabe que la plebe rechazó la propuesta de fundar una colonia con 3000 ciudadanos en la frontera con los volscos porque deseaban las tierras veyanas, más extensas y fértiles.
A Camilo acudieron los senadores, que consideraban esta medida un suicidio para la ciudad, enfrentándose al pueblo, que apoyaba la medida. Él mantuvo ocupada a la gente con otros asuntos y la ley jamás fue votada. Pero la causa principal del odio popular al dictador fue que entregó un décimo del botín de Veyes a los templos, como había prometido, haciéndolo devolver cuando muchos ciudadanos ya lo habían gastado.
Poco después, cuando los tribunos deseaban una votación para la colonización de Veyes, la guerra con los faliscos se reinició y Camilo fue nombrado como uno de los seis tribunos consulares. El pueblo ratificó la elección y Camilo asedió Falerii, ciudad fuertemente defendida. El tribuno intentó hacerlos salir al quemar sus campos y pueblos, pero los faliscos se negaban a alejarse de sus murallas, construyendo un campamento a una milla (1,5 km) de la ciudad, confiados de que los caminos estrechos y el terreno difícil les mantenían seguros. Camilo utilizó como guía a un prisionero, tomando una excelente posición y comenzando la construcción de un muro de circunvalación alrededor del campamento. Los faliscos intentaron detener las obras pero fueron rechazados, huyendo en pánico hasta su ciudad, muriendo muchos en la persecución. El campamento fue tomado y el botín entregado a los cuestores para furia de los soldados.
Entonces, empezó el asedio y se dieron escaramuzas cuando los faliscos intentaron parar las obras romanas. Los defensores tenían víveres en abundancia, recolectados antes de la campaña, y parecía que el asedio sería tan largo como el de Veyes, pero un maestro intentó traicionar a la urbe entregándole a Camilo a los niños que tenía por alumnos, pero el tribuno quedó horrorizado y respondió que aún la guerra tiene leyes y que buscaba la victoria a través del valor propio y no de la bajeza de otros hombres, luego los devolvió a Falerii. Los habitantes quedaron impresionados y enviaron embajadores, a quienes Camilo remitió a Roma.
Ante el Senado los enviados declararon según Plutarco: 

«con anteponer la justicia a la victoria les habían enseñado a tener en más tal vencimiento que la libertad, pues reconocían que no tanto les eran inferiores en poder como en virtud».

En la versión de Tito Livio sus palabras fueron:

«El resultado de esta guerra le ha dado a la raza humana dos precedentes saludables: has establecido un trato justo en la guerra por encima de la victoria inmediata; y nosotros, desafiados por su trato justo, le hemos otorgado libremente esa victoria. Estamos bajo tu influencia; enviamos hombres para recibir nuestras armas y rehenes, y nuestra ciudad, cuyas puertas están abiertas. Ni te decepcionará nuestra fidelidad ni nosotros tu regla».

Los romanos exigieron una indemnización que se usó para pagar a los soldados, evitando a sus ciudadanos tener que pagar el impuesto bélico ese año, y firmaron un tratado de amistad antes de retirarse. Pero los soldados comunes esperaban conseguir un buen botín y al volver acusaron al tribuno de ser enemigo del pueblo. Finalmente, llevado a juicio decidió exiliarse a Ardea pero antes de irse, rezó a los dioses en el Capitolino para que los romanos se dieran cuenta que lo necesitaban.
En esos años la ciudad pasó por una peste, una sequía, escasez de granos y la pérdida de numerosas cabezas de ganado. Algunas personas murieron por comer alimentos en mal estado.

## Campaña

### Invasión gala

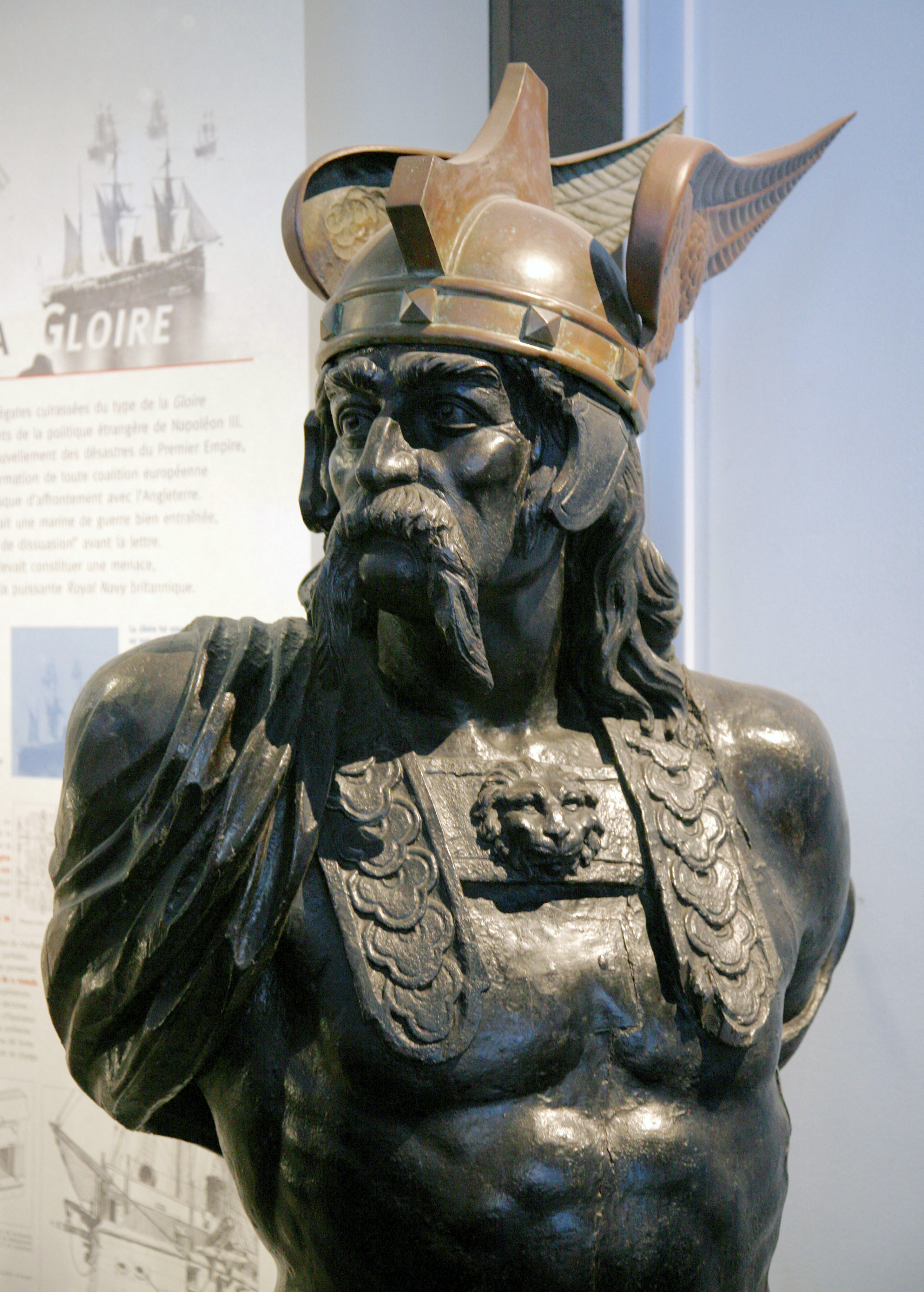
Busto de Breno, figura decorativa del pre-dreadnought francés Breno, terminado en 1893.

Hay diversas fuentes sobre lo que sucedió, aunque según el historiador alemán Karl Julius Beloch, la más confiable sería la de Diodoro Sículo.
En los tiempos de Lucio Tarquinio Prisco, los celtas de la Galia eran dominados por los bituriges, que nombraban el líder de todo el territorio. Por entonces, su rey era Ambigato, un hombre muy exitoso y próspero, durante el cual la población creció mucho. Siendo anciano mandó a sus sobrinos, Segoveso y Beloveso, a buscar nuevos hogares según los augures. Por eso, miles de guerreros celtas, acompañados por sus familias, dejaron su país porque ya no podía alimentarlos. Muchos fueron con el primero al norte, al Bosque Hercínico.
En cambio, otros fueron con el segundo rumbo a Italia, se instalaron en el sur de la Galia, donde vivieron largo tiempo, e incluían a muchos bituriges, arvernos, heduos, ambarros, carnutes, aulercos y senones más caballería de los tricastini. Cuando conocieron el vino y el aceite de oliva quisieron conocer la fértil tierra que los producía. Pero se encontraron a los Alpes, que les parecían insuperables hasta que se encontraron con unos extraños, los focios que fundaron Massilia, quienes les ayudaron a atravesar evitando a los salui hacia lo que fue territorio de los taurinos. Durante siglos los etruscos habían habitado la llanura Padana, famosa por su fertilidad, y comerciaron con los celtas, que veían codiciosos el territorio. Se dice que los primeros celtas en llegar fueron los laevi y lebecii, seguidos de la tribu más grande, los ínsubres. Beloveso venció cerca del río Tesino a los tirrenos, que es como los griegos llaman a los etruscos, apoderándose de la región que luego sería hogar de los ínsubres y fundando Mediolanium.
Sus pasos fueron seguidos por los cenómanos de Helitovio, quienes fundaron Brixia y Verona, a orillas del río Po. La primera ciudad etrusca destruida fue Adria y cuando se dieron cuenta de la rica agricultura del país, expandieron sus conquistas. Pronto se les unieron los libicos (fr) y saluvios, que se instalaron a orillas del Tesino. Luego vinieron los anares, boyos y lingones, que llegaron cruzar el río Po y conquistaron hasta llegar a los Apeninos, expulsando a etruscos y umbríos. El monje Benedicto de Soracte, en el siglo X, escribió que unos 100 000 galos se instalaron en el norte italiano y fundaron la mayoría de las grandes ciudades de la zona (Mediolanium, Brixia, Pergamo o Ticinum). En cambio, Pablo el Diácono, en el siglo VIII, habla de 300 000 inmigrantes, pero un tercio se mudó a Grecia y otro a Asia Menor, quedando los 100 000 restantes en Italia. Según este último, Breno lideró directamente a su gente desde Senonae hasta Senigallia. También está Marco Juniano Justino, historiador del siglo II, quien también cifra en 300 000 el total de inmigrantes celtas, pero los divide en dos grupos, los que entraron en Italia y los que siguieron a los Balcanes.

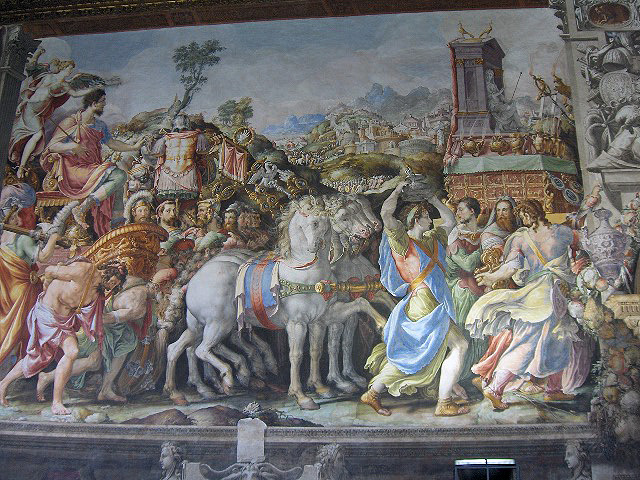
Triunfo de Furio Camilo, por Francesco Salviati, 1543. Fresco del Salone dei Cinquecento, Palazzo Vecchio, Florencia, Italia.

Por dos siglos, las tribus galas penetraron en Italia, dándose muchas batallas contra los etruscos entre los Alpes y Apeninos, aunque otras fuentes dicen que la invasión de Etruria por los celtas precedió inmediatamente a la guerra con los romanos. Muchos pueblos itálicos se les sometieron por miedo. El territorio conquistado fue dividido entre las tribus, asignándole a los senones, los últimos en llegar, la zona costera más meridional y calurosa, entre los ríos Aesis y Utens. El clima disgustaba a los senones, por lo que armaron a 30 000 de sus guerreros más jóvenes y avanzaron sobre Etruria, arrasando los alrededores de Clusium. Al parecer, un noble local llamado Arrón sufrió la infidelidad de su esposa con Lúcumo, un joven rico que había sido su protegido. Después que los amantes intentaron matarle, Arrón los llevó a juicio pero nada pudo hacer por la influencia y riqueza de Lúcumo. Tuvo que irse y pidió a los galos ayuda para su venganza, sirviéndoles de guía en su gran expedición. Se dice que el mismo Lúcumo le proporcionó todo lo necesario para que mudara a la Galia a vivir del comercio. Supuestamente les dijo que dejaran de comprarlos, pues los habitantes de ese país eran como mujeres en la guerra y que les sería fácil quedarse con todo.
La presencia de esta gente extraña y con nuevas armas alarmó a los etruscos de Clusium, quienes sabían por refugiados de la destrucción provocada en el valle del Po. Aunque no tenían pactos con Roma, salvo su neutralidad en la guerra con Veyes, pidieron ayuda. Los romanos se negaron a auxiliarles militarmente.

### Asedio de Clusium

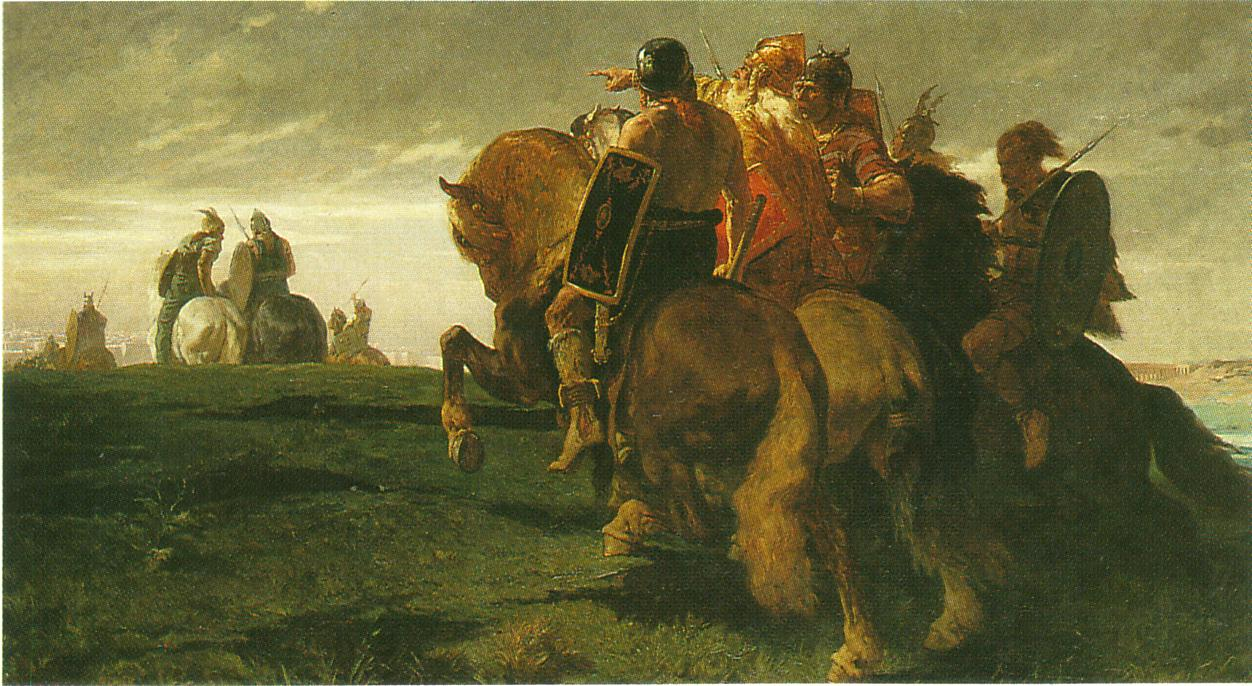
Galos a la vista de Roma, por Évariste Vital Luminais,.

Fue entonces cuando los romanos enviaron embajadores a Clusium a espiar a los galos y/o a negociar, por petición de los defensores. Se enviaron a tres hermanos patricios de la gens Fabia a conversar con los senones. Fueron recibidos con cortesía, poniéndose una pausa a las hostilidades, y anunciaron que lucharían para defender la ciudad si era necesario, pero preferían iniciar sus relaciones con los celtas de forma amistosa. Breno les dijo que creía que los romanos debían ser valientes, pues por algo los etruscos les pedían ayuda y les solicitó entregar su exigencia a los defensores: entregar parte de sus tierras, pues decía que tenían más de las que podían trabajar. Á la vez, quería que los romanos estuvieran cuando le llegara la respuesta, y de haber pelea vieran como luchaban los galos. Cuando los romanos preguntaron por qué atacaban a quienes nada les hicieron, el rey Breno les respondió riendo que ellos se negaron a compartir su tierra, y seguían la ley más vieja del mundo, los fuertes toman lo de los débiles, algo que los romanos también hacían.
Como no hubo acuerdo, los embajadores entraron en Clusium, donde envalentonaron a los defensores a salir a enfrentar a los celtas. En la batalla que se dio en las afueras de la ciudad, los Fabios se unieron imprudentemente a los locales, incluso se dice que los dirigieron. Al parecer aprovecharon que los celtas estaban distraídos recolectando alimentos y uno de ellos, Quinto Fabio Ambusto, fue montado en su caballo y con una lanza dio muerte a un importante jefe celta que cabalgaba muy por delante de sus hombres. Al principio no lo reconocieron por su armadura, pero cuando recogió los trofeos de su enemigo, Breno se dio cuenta y se indignó porque aquel acto violaba todas las prácticas de la diplomacia.

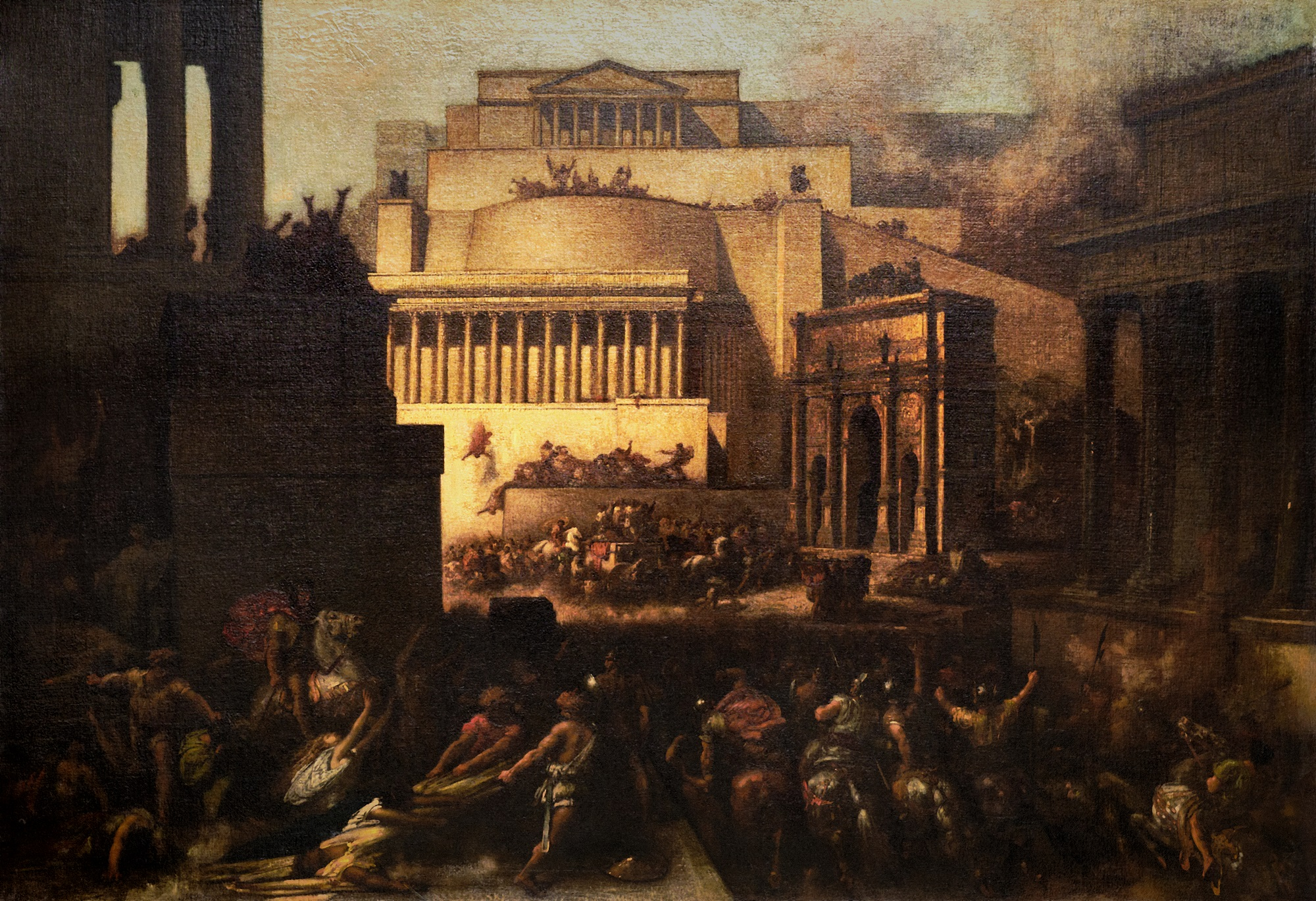
El saqueo de Roma por los galos, por François-Nicolas Chifflart, 1863.

Livio dice que el rey detuvo la batalla y los galos volvieron a su campamento, donde debatieron si marchar de inmediato sobre Roma o enviar emisarios. Apiano menciona que Ambusto dio muerte al jefe guerrero de la partida gala, desnudando su cuerpo y llevando sus armas a Clusium. La noticia llegó a Breno, quien ordenó enviar una embajada, seleccionando como integrantes a sus hombres más altos y fuertes para exigir que Ambusto respondiera por sus actos, pues había violado el Ius gentium al participar de una guerra ajena siendo embajador. Los romanos estuvieron de acuerdo con que su conciudadano había actuado mal, pero por respeto a su familia ofrecieron una compensación pecunaria, lo que fue rechazado. En respuesta, los Fabios fueron elegidos tribunos, lo que fue tomado como un insulto por Breno, iniciándose la guerra. Según Diodoro, los senones enviaron una embajada a Roma a exigir la entrega de Ambusto. Al principio, el Senado les ofreció una paga como compensación, pero los celtas se negaron. Luego votaron por entregar al embajador, pero el padre de aquel, el influyente Marco Fabio Ambusto, fue ante el pueblo para anular la decisión, evento llamado provocatio ad populum. En cambio, Plutarco afirma que de inmediato marcharon sobre Roma, usando como pretexto el hecho y enviando embajadores a exigir un castigo para Quinto Fabio. En la ciudad muchos senadores y los sacerdotes feciales exigieron expurgar la maldición que amenazaba la ciudad sancionando al único culpable. El asunto se llevó ante la asamblea popular, pero el vulgo despreciaba a los feciales y llegaron a nombrar tribuno consular a Quinto Fabio. Tito Livio cuenta que los galos primero exigieron la entrega de los Fabios, y muchos senadores consideraron justo el motivo, pero por intereses privados no tomaron decisión alguna y llevaron el asunto a la asamblea popular, pero la riqueza e influencia de esa familia era tal que los tres hermanos no solo fueron absueltos, sino que también electos tribunos consulares. Los celtas regresaron furiosos con su rey.

## Fuerzas enfrentadas

### Romanos
Según Plutarco los romanos eran 40 000 y agrega: «sacaron los tribunos al combate las huestes romanas, las cuales no eran en el número muy inferiores [a las celtas]» pero la mayoría sin experiencia de combate. En cambio, Tito Livio da a entender que era muy inferiores en número. Por su parte, Diodoro dice que las mejores tropas romanas sumaban 24 000 efectivos y también había reclutas. Por último, Dionisio de Halicarnaso sugiere que el ejército republicano se componía de 4 legiones de veteranos y un número mayor de reclutas sin experiencia.
Tratando de conciliar a los autores antiguos, Barthold Georg Niebuhr afirma que los romanos eran efectivamente 40 000 infantes, sin contabilizar a la caballería. Estarían organizados en 4 «legiones de campo» formadas por plebeyos con experiencia militar, la mitad romanos y la otra latinos, y otras tantas «legiones cívicas» formadas por aerarios, proletarios, libertos y artesanos movilizados por la experiencia, que jamás habrían combatido y servirían de reserva. Cada una de estas unidades incluía 3000 soldados, totalizando 12 000, a los que se sumarían igual número de irregulares cívicos y posiblemente unos 16 000 aliados. Aceptando a Plutarco y Dionisio, el historiador italiano Giulio Giannelli cree que la caballería romana debió bordear los 2400 jinetes, seiscientos por legión. Los historiadores Max Cary y Howard Hayes Scullard en su A History of Rome: Down to the Reign of Constantine estimaron en 15 000 soldados al ejército romano.
Debido a estos datos, el historiador británico Peter Berresford Ellis cree que eran al menos 24 000 organizados en cuatro unidades de seis mil hombres cada una, más un probable contingente aliado. Sin embargo, los estudios demográficos de Plinio Fraccaro indican que la Roma de esa época tenía 25 000 a 50 000 habitantes, con una población en edad militar de 9000 si se contabilizan a todos los hombres entre 17 y 47 años. También se sabe que la ciudad vivía una crisis económica, lo que impediría un acuciado incremento demográfico, y aunque la arqueología dice que la ciudad se había expandido recientemente, la mayoría de la nueva población eran veyenses, es decir, gente sin ciudadanía ni permiso para formar en el ejército. Debido a ello, algunos autores aseguran que el ejército romano no podía sumar más de 10 000 a 12 000 combatientes en aquella batalla.
El alemán Hans Delbrück creía que Roma dominaba un pequeño territorio al caer sus reyes, algo que no cambio en el primer siglo de República, pues pocos años antes aún existía la ciudad enemiga de Veyes a pocos kilómetros. Esa área no debía tener más de 60 000 habitantes libres según sus estimaciones demográficas, lo que significaría unos 16 000 hombres adultos. Si se reduce a sólo los varones entre 17 y 46 años probablemente eran 9000 a 10 000, de los que 5000 a 6000 podían estar aptos para ir a la guerra. Si se suman las tribus aliadas podían ser 9000 a 10 000 organizados en 84 centurias de infantería, 5 auxiliares y 6 de caballería.

### Celtas
Diodoro afirma que los celtas, al inicio de la guerra contra Clusium llevaron a 30 000 guerreros, los más jóvenes de entre su gente, y que cuando atacaron Roma marcharon con todos los varones de su gente, alcanzando los 70 000. Estos números son aceptados por autores como Cary y Scullard, sin embargo, historiadores modernos consideran una cifra muy alta para una sola tribu, la que debería haber sido «colosal» para mover tal ejército. A la vez, Tito Livio reconoce que se desconocía si los senones marcharon al sur solos o apoyados por las otras tribus galas.
Acorde con Ellis, esos números son un intento por los historiadores romanos de justificar su derrota en la inferioridad numérica, la que se debió en verdad a la ineficacia de los comandantes romanos, quienes permitieron a los celtas aproximarse demasiado a la ciudad y reclutando un ejército sin prepararlo adecuadamente, y a que Breno demostró ser un mejor táctico. El mismo erudito sugiere que 12 000 guerreros es una estimación más realista, siempre y cuando los senones fueran «una tribu populosa». Respecto de la población, se puede comparar con el caso de los ligures apuanos, cuando en el 180 a. C. se deportaron a 12 000 hombres en armas, les acompañaron sus familias, sumando un total de 40 000 personas. Sin embargo, el historiador británico Tim Cornell dice que los relatos nunca mencionan a las mujeres y niños, los que acompañarían a sus varones si hubiera sido la migración de todo un pueblo. Por ello cree más probable que fuera una banda de guerra, posiblemente de mercenarios, que se dirigieran hacia el sur, pues se sabe que poco después de estos eventos Dionisio I contrató a unos galos en su ejército, siendo su derrota en realidad un evento ocurrido en las campañas del griego en el sur italiano; o que hubieran sido traídos por una facción durante las luchas políticas internas de Clusium, lo que explicaría mejor su llegada que la legendaria infidelidad sufrida por Arrón.

## Batalla

### Formación

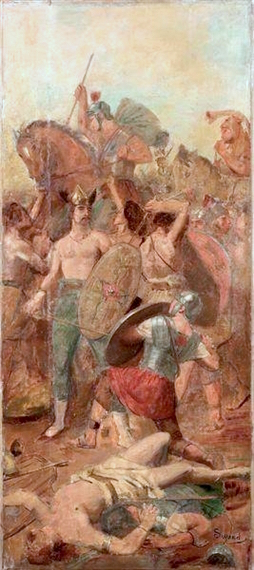
Batalla del Alia, por el pintor francés Gustave Surand,.

Los celtas volvieron a su campamento y los galos convocaron a todos sus guerreros para avanzar sobre la ciudad a toda prisa. No saquearon las otras urbes en su camino, anunciando que solo lucharían con los romanos, pero la gente huyó porque sabían de lo sucedido en Etruria. Los tribunos consulares se enteraron y reclutaron a todos los hombres adultos. Ni siquiera habían realizado los ritos religiosos ni consultado a los augures sobre el destino ni construido un campamento fortificado donde refugiarse, pero su principal debilidad era el alto número de tribunos consulares a cargo. Para empeorar todo, la disciplina se había relajado pues ningún comandante quería ser estricto por miedo a ser odiado popularmente como Camilo.
Los romanos cruzaron el Tíber y marcharon a lo largo del río, formando su línea de batalla cuando los celtas se aproximaron con cánticos y gritos ensordecedores. Estaban a 11 millas (16,5 kilómetros), no muy al norte de donde el Alia desemboca en el Tíber, y donde el Alia desciende de los montes de Crustuminian en un canal profundo. Los romanos dispusieron a sus mejores tropas entre el río y unas colinas, mientras dejaron a los soldados más inexpertos en las elevaciones que estaban a su derecha, utilizándolos como reserva. A su vez, extendieron sus alas cuanto pudieron para evitar ser flanqueados por los más numerosos galos, pero con ello debilitaron el centro.

### Combate
El rey celta se dio cuenta de la estratagema de los tribunos. Como los romanos eran menos, esperaban un ataque frontal de los galos en toda la línea en el llano, permitiendo a su reserva atacarlos por el flanco y retaguardia. Por ello, cuando las trompetas sonaron y ambos bandos chocaron, la élite de los guerreros senones atacó a los reclutas en la colina, si tomaban la posición, asegurarían su flanco y su superior número les daría la victoria en la llanura.
En efecto, primero desalojaron a los romanos de las alturas, iniciando el pánico en soldados y oficiales porque los vencidos huyeron con el resto de los romanos, confundiéndolos y haciendo que huyeran hacia el río la mayoría o solo el ala izquierda, empujada por sus enemigos, que aprovecharon el caos para matar a los retrasados, dejando el campo cubierto de muertos. Las colinas fueron la salvación de otros fugitivos, pues hacia allá se retiró el ala derecha con algún orden, manteniéndose como un refugio por algún tiempo hasta que lograron volver a Roma, donde no cerraron las puertas y simplemente se refugiaron en la ciudadela del Capitolino.
En cambio, la izquierda sufrió el peor destino. Los romanos más valientes intentaron nadar con sus armaduras puestas, algunos fueron arrastrados pero lograron llegar a la otra orilla, muchos otros no fueron tan afortunados. Sin embargo, la mayoría arrojó sus armas antes de lanzarse a las aguas o fueron asesinados en la ribera. Otros estaban heridos o cansados, no pudiendo quitarse sus armaduras y cuando intentaron nadar, se ahogaron. A muchos les acertaron jabalinas galas, matándolos en el acto o provocándoles heridas que los debilitaron, haciendo que el río los arrastrase y ahogase. Así, muchos supervivientes se refugiaron en Veyes en lugar de intentar volver con sus esposas e hijos, ni siquiera intentaron enviar mensajeros para avisar de la derrota. Por eso, en la ciudad los dieron por muertos.
Por último, los romanos en retaguardia, al escuchar los gritos, empezaron a huir sin pelear, y por eso ninguno murió en el combate, pero fueron cazados porque bloquearon sus rutas de retiradas peleándose entre ellos.

## Saqueo

### Refugiados

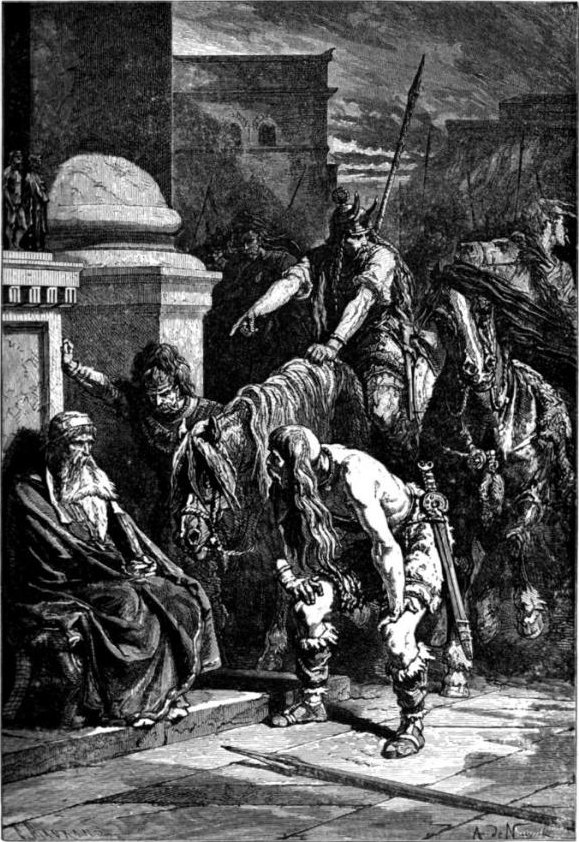
Los galos en Roma, por Alphonse de Neuville, 1883. La ilustración representa la entrada de los celtas en el Foro, encontrándose con los senadores más viejos sentados.

Los romanos que lograron cruzar el río se refugiaron en las ruinas de Veyes, que fortificaron como pudieron y fueron recibiendo lentamente a otros grupos de sobrevivientes. Otros lograron huir a Roma, advirtiendo del desastre. En la ciudad, el lamento inicial dio paso al pánico al escucharse los gritos y cantos de los celtas y al ver a sus exploradores. Todos esperaban que a la mañana siguiente la ciudad fuera destruida pero los vencedores no avanzaron inmediatamente sobre ella, lo que hubiera supuesto la matanza completa de sus habitantes. Cuando llegó el atardecer se temía lo mismo y nada pasó, pero en la noche hubo gran terror en la urbe. Al segundo día tampoco hubo saqueo y muchos empezaron a huir de la ciudad, principalmente plebeyos que no podían refugiarse en el Capitolino porque no había espacio y comida, llegando a Janiculum, desde donde se dispersaron por los campos o fueron a las ciudades vecinas, como Caere, donde fueron bien recibidos.
También huyeron las vestales con el fuego sagrado del templo de Vesta y otros objetos que tenían a su cargo, pero sin sus pertenencias personales; les acompañaron los flamen de Quirino. Algunos objetos que no podían cargar los pusieron en frascos y los enterraron. Según se dice, caminaban maltrechas a lo largo del Tíber, por el camino que llevaba del puente Sublicio a Janiculum, cuando fueron vistas por el plebeyo Lucio Albinio, que huía con su esposa, hijos y posesiones en un carromato parte de la columna de refugiados. En un gesto de piedad religiosa bajo a su familia y las subió hasta llevarlas a una ciudad griega o a Caere, según la versión.
Estos días también fueron aprovechados para el acopio de granos, víveres y armas en el monte Capitolino, junto con los pocos soldados sobrevivientes, todos los senadores aptos para luchar y sus familias. A ningún defensor se le impidió traer a sus esposas e hijos por cuestiones humanitarias, aunque hubiera reducido el número de bocas que alimentar. En la acrópolis que allí había se guardaron oro, plata, prendas costosas y objetos sagrados, fortaleciendo las defensas por tres días.

### Entrada de los galos

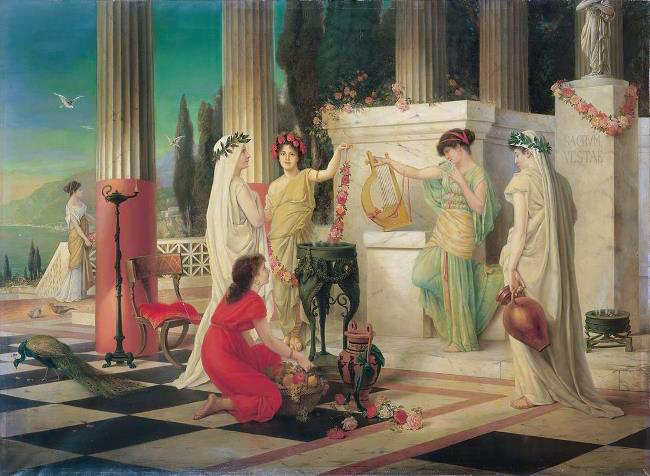
En el templo de Vesta, óleo de Constantin Hölscher, 1902.

Sucedió que los senones pasaron todo el primer día decapitando a los enemigos caídos, haciendo montones con las armas y saqueando a los muertos, según su tradición. Luego se pusieron a celebrar y repartirse lo capturado en el campamento romano. Según Tito Livio, inicialmente temieron una trampa pues la victoria fue sorpresiva para ellos y solo al atardecer empezaron a avanzar hacia Roma. Entonces sus jinetes exploradores les avisaron que no había soldados en las paredes y las puertas estaban abiertas y no lo pudieron creer. Creyendo que era un truco acamparon a orillas del Anio y enviaron patrullas a averiguar qué sucedía en la urbe. Por dos días esperaron a las afueras de la ciudad, pues veían las murallas vacías pero escuchaban los ruidos de quienes guardaban sus posesiones en el monte, así que temían una trampa. Al cuarto día se enteraron de lo que en verdad sucedía, derribaron la puerta Colina (o la encontraron completamente abierta), se dispersaron por la ciudad desierta, con las clases de los plebeyos cerradas y las casas de los patricios abiertas pero sin atreverse a entrar porque temían una emboscada, así que fueron al monte Capitolino, entrando en el Foro Romano,
Encontraron en sillas de marfil y vistiendo sus mejores ropas a los sacerdotes y senadores más viejos siguiendo el ejemplo de Marco Fabio Ambusto, el pontífice máximo, porque no pudieron soportar la idea de abandonar su hogar, consideraban que iban a morir pronto de todas formas y se veían como inútiles para luchar. Los galos se sorprendieron y como los romanos no se levantaron ni cuando se acercaron, en completo silencio, apoyándose en sus bastones y mirándose mutuamente a los ojos, se negaron a tocarlos creyéndolos seres sobrenaturales por su majestuoso semblante. Al final, un celta reunió el valor y acarició la barba de Papirio Marco, quien lo golpeo en la cabeza con su bastón o su vara de marfil. El bárbaro respondió desenvainando la espada y acabando con su vida. El hechizo se rompió y los senones masacraron al resto.
Cuando ordenaron a los defensores del Capitolino rendirse, les fue denegado. Algunas fuentes dicen que intentaron asaltar la acrópolis varias veces, pero fueron rechazados con altas pérdidas, debido a lo cual decidieron esperar a hacer capitular a los defensores por inanición. En su rabia, saquearon y quemaron la ciudad por varios días, salvo unas pocas casas en el monte Palatino, y pasaron a cuchillo a todo el que encontraron, sin importar edad o sexo. En cambio, otras afirman que el saqueo y los incendios sucedieron inmediatamente después de la matanza en el Foro. Entre los restos humeantes de la ciudad Breno ordenó conquistar la acrópolis y en cuanto amaneció toda su horda, formada en el Foro, avanzaron con sus escudos sobre las cabezas por la empinada cuesta pero los defensores se mantuvieron tranquilos. Cuando los celtas llegaron a la mitad de la pendiente, los romanos cargaron desde arriba y los expulsaron de forma tan contundente que no volvieron a atacarlos así. Fue entonces cuando Breno decidió asediarlos, algo que nunca esperó tener que hacer y por lo que había destruido muchas de las reservas de grano que había encontrado.

### Regreso de Camilo
Al parecer, con los incendios, los senones deseaban forzar a los defensores a rendirse al ver destruidos sus hogares. Los romanos solo podían ver a los invasores correr por las calles mientras los edificios, presos de las llamas, se derrumbaban. Sin embargo, el asedio se prolongó y mientras algunos galos permanecieron rodeando la colina, el resto se dispersó en pequeños grupos a saquear las aldeas cercanas. De estos, el cuerpo principal marchó sobre Ardea, donde se había retirado a la vida privada Camilo. Su proximidad causó gran alarma entre los habitantes de la ciudad y el romano se dio cuenta de que los locales eran numerosos pero carecían de coraje y oficiales experimentados, así que se presentó ante el consejo de la ciudad y solicitó el comando. Le fue otorgado después de un discurso donde les recordó que en tiempos de crisis todo hombre debe contribuir en lo que pueda al bien común, que él fue un exitoso general en su país natal y que era la oportunidad para Ardea de ganar renombre en la guerra. También mencionó la resistencia en el Capitolino y la falta de disciplina de los invasores. Hizo un llamado a impedir la conquista gala del país, prometiendo pagar con el exilio si era vencido y reclutó a todos los hombres adultos y los puso en los muros a vigilar. Cuando los celtas acamparon en una llanura cercana cargados de un gran botín, dedicados a beber y sin poner vigías, Camilo les atacó de noche o en la madrugada causando gran confusión con sus trompetas y aunque algunos guerreros intentaron resistir, la mayoría estaban tan ebrios que no pudieron ni levantarse. Unos pocos huyeron, pero al día siguiente fueron cazados en el campo por la caballería.

Mapa de la expansión de los celtas en Europa. En pardo oscuro el área aproximada de la cultura de La Tène en el y en gris su expansión hasta el. Flechas indican los principales movimientos migratorios.

Los etruscos se aprovecharon de la desgracia romana para atacar su territorio, haciendo muchos prisioneros y un buen botín. Acampaban no lejos de Veyes y los romanos refugiados vigilaron sus movimientos con resentimiento, pues se habían ido a la guerra contra los galos para ayudar a los etruscos y ahora estos últimos les robaban. Algunos querían atacar de inmediato, sin embargo, el centurión Quinto Caedicio los convenció de esperar al anochecer. Fue entonces cuando les atacaron sorpresivamente, tomando su campamento, liberando a los prisioneros y recuperando su botín. A la noche siguiente hicieron lo mismo, esta vez en unas salinas cerca de Ostia, con otra partida etrusca. Después de estas victorias solo querían un líder.
Cuenta Tito Livio que en Veyes reunían cada vez más fuerzas, fueran romanos dispersos en los campos o aliados latinos, pero no tenían un jefe fuerte. Incluso el centurión Caedicio dijo que deseaba dejar el mando si nombraban un general apropiado y muchos empezaron a añorar a Camilo. Entre todos decidieron que él debía mandarlos, pero antes pedirían permiso al Senado y por eso enviaron un mensajero. En cambio, Plutarco relata que los romanos en Veyes se enteraron de la victoria en Ardea y se lamentaron de haber exiliado su general. Enviaron un mensajero solicitando tomar el mando, pero Camilo se negó a menos que los senadores encerrados en la acrópolis lo eligieran para tal cargo. Dionisio afirma que un tal Caedicio, jefe de los soldados en Veyes, nombró a Camilo en ausencia, pidiéndole que se reconciliara con los romanos. El exiliado dijo que no debían insistir, pues prefería sufrir personalmente a que su patria fuera saqueada por bárbaros. Poco después atacó sorpresivamente a los galos, matándolos como ovejas. Por último, dice Diodoro que tomaron muchas armas que distribuyeron entre los desarmados y empezaron a planear liberar a los defensores del Capitolino, pero no sabían cómo informar de sus planes a los asediados.
Un joven llamado Cominio Poncio se presentó voluntario, cruzó el río de noche apoyándose en pedazos de corchos envueltos en ropas ligeras alrededor de su cuerpo. Luego se escabulló por la puerta Carmental y subió por la parte más empinada y menos vigilada del Capitolino. Fue detenido por los centinelas romanos y llevado ante los senadores, les informó de los planes de los soldados y su deseo de confirmar a Camilo en el mando. Después de deliberar, los magistrados lo enviaron de vuelta con la noticia que Camilo era nombrado dictador a Veyes. De ahí mandaron mensajeros a Ardea. Cuando recibió la noticia, Camilo se encontró con 20 000 romanos en armas. Empezó a hacer planes, a reclutar aliados, estableció su base en Veyes y nombró a Lucio Valerio Potito como su magister equitum. Pronto, las fuerzas de Ardea y Veyes se unieron en un gran contingente capaz de recuperar Roma.

### Gansos y oro

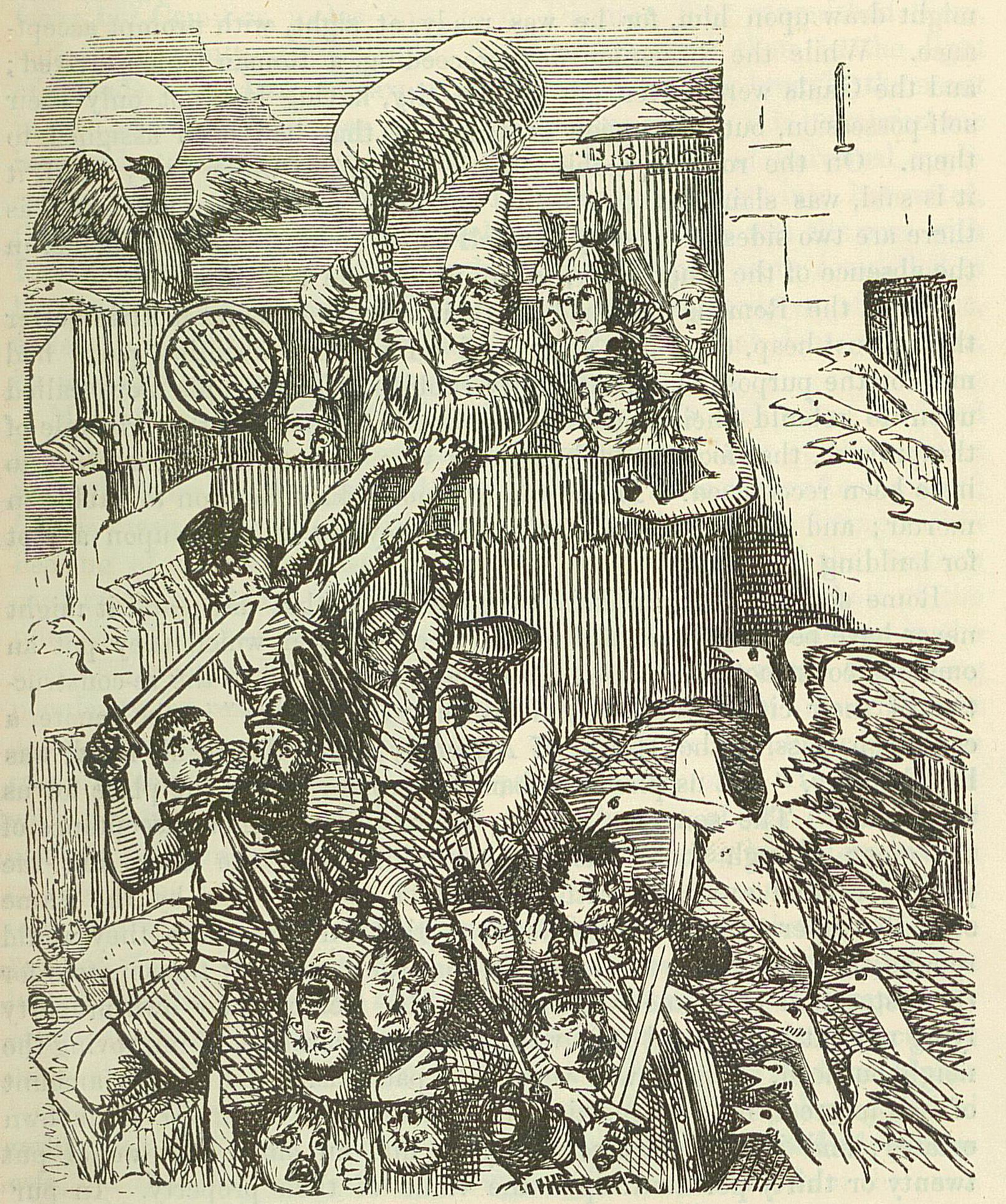
El Capitolino salvado por el graznido de los gansos, en The Comic History of Rome, por Gilbert Abbott à Beckett, c.1850.

Los galos se percataron por sus huellas y su rey ordenó subir a un grupo selecto de los más valientes con la promesa de hacer gran botín en la ciudadela. En medio de una noche estrellada empezaron a escalar por el acantilado hacia el santuario de Carmenta en gran número aprovechando que ni guardias ni perros esperaban un ataque por aquel sitio, subieron silenciosamente, al parecer, los centinelas estaban dormidos. Solo fueron detectados cuando los gansos sagrados del templo de Juno empezaron a graznar, animales que por su condición sacra no habían sido comidos. Los celtas se apresuraron para entrar en gran número, pero los guardias se apresuraron al lugar y Marco Manlio Capitolino, cerceno con su espada la mano o el antebrazo del primer celta, quien quiso golpearlo en la cabeza con su espada, y lo empujó golpéandolo en la cara con su escudo. Se llevó a algunos compañeros en su caída y otros tuvieron que agarrarse de las rocas, siendo presas fáciles para Manlio. Lo mismo le pasó al segundo y el resto intento descender bajo una lluvia de proyectiles, pero se desbarrancaron a su muerte. Malio fue premiado con un aumento de ración. Al vigía que no cumplió su misión, acusado por sus compañeros, fue castigado por el tribuno Sulpicio y acabó arrojado por el barranco. Otros dicen que se ejecutó arrojando amarrado al jefe de la unidad de centinelas. De este modo, los vigías no volvieron a descuidarse y los senones se aseguraron de impedir toda comunicación con Veyes.
A los galos se les agotaban las provisiones, empezaban a ser víctimas de las enfermedades, estaban rodeados de cadáveres, acampaban entre ruinas y cenizas donde era difícil respirar, no estaban acostumbrados al calor y no tenían donde enterrar a sus muertos, así que los quemaron en montones. Desesperados, empezaron a hablar de negociar y a los romanos tampoco estaban bien, pues padecían de hambre en la acrópolis. Decidieron negociar, pero los senones se burlaron del hambre que padecían los romanos, animándolos a rendirse, lo que fue respondido arrojando algunos panes desde la ciudadela. Durante esos momentos, un sacerdote llamado Dorso o Cayo Fabio Dorsuo, quien salió de la acrópolis con los utensilios sagrados para hacer un sacrificio animal en el templo de Vesta. Los celtas le dejaron pasar, admirados por su valor. No todo iba bien para los invasores, pues se acostumbraron al vino y otros lujos que encontraron en Roma. Pasaron de ser gentes duras de un país que solamente producía cereales a volverse gordos incapaces de correr o sufrir penalidades.
Sin embargo, los defensores empezaron a perder la esperanza por el hambre y porque cada día que pasaba no veían signos de refuerzos, lo que los llevó a buscar una rendición pactada con sus enemigos. Se envió al tribuno Sulpicio a negociar con Breno, pactándose el pago de 1000 libras de oro a los senones para que dejaran la ciudad inmediatamente. Sin embargo, durante el pago los senadores se dieron cuenta de que la balanza de los galos estaba alterada y se indignaron. Breno, riéndose, puso su espada y cinturón en la balanza, cuando Sulpicio preguntó qué hacía, el rey galo respondió: «¡ay de los vencidos!». Algunos romanos quisieron retirarse con su oro, pero otros aceptaban la injusticia diciendo que ya se habían avergonzado al aceptar pagar y era necesario.

### Llegada del dictador

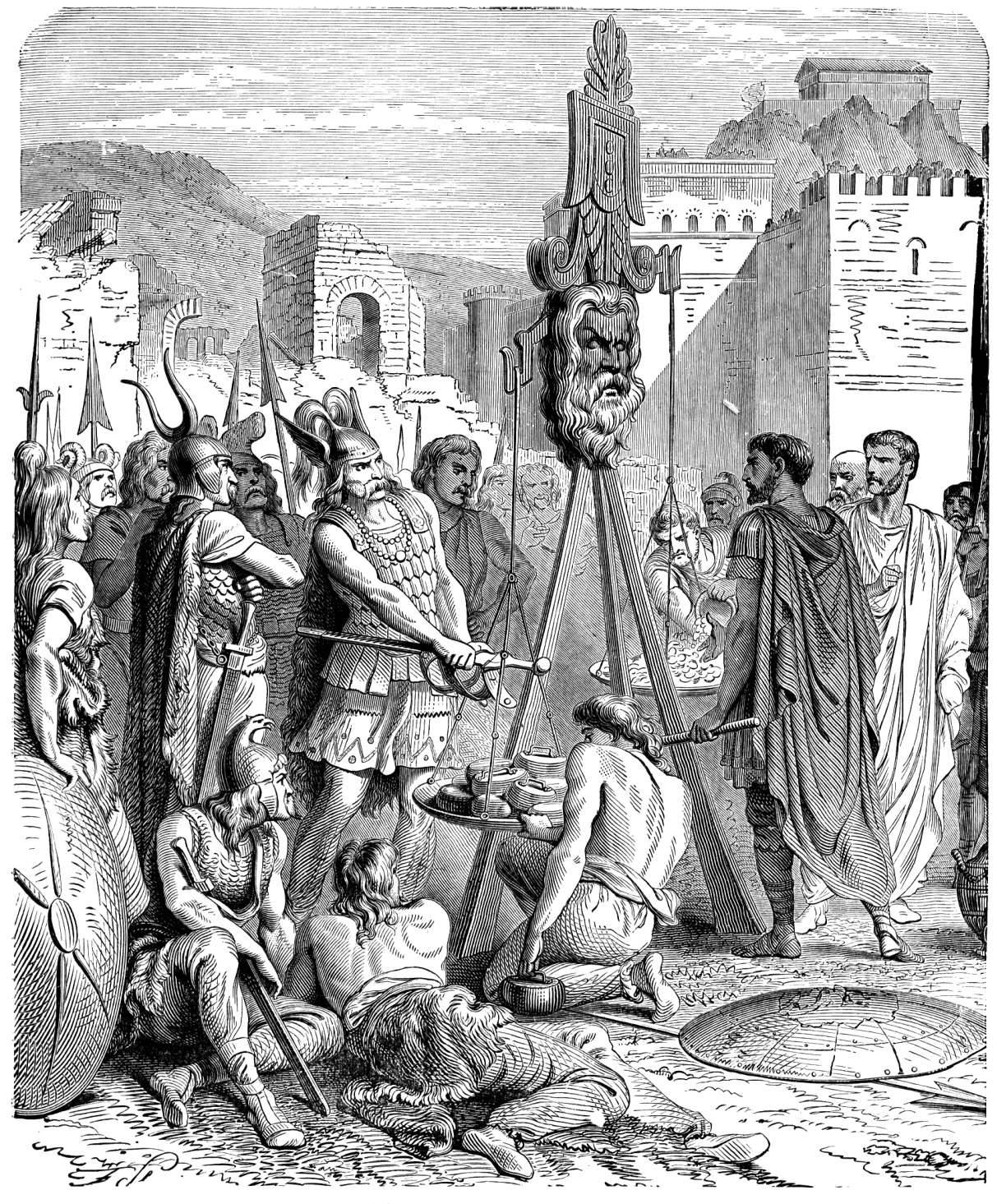
Ilustración del encuentro de Breno con Camilo, en Histoire de France en cent tableaux, Paul Lehugeur, 1886.

Fue entonces cuando llegó Camilo con su ejército a las puertas de Roma. Se adelantó con lo mejor de sus soldados, seguido de cerca por el resto, hasta llegar al lugar donde se reunían Breno y el Senado y ordenó cancelar el pago diciendo: «los Romanos no acostumbraban a salvar la patria con oro, sino con acero». El rey celta se enojó por la ruptura del acuerdo, pero Camilo respondió que el pacto no era válido porque él era la única autoridad capaz de acordar tratados de paz y debían prepararse para luchar. Al ver a los guerreros celtas desnudos, el dictador le dijo a sus legionarios que no temieran pues sólo sabían gritar y balancear sus largas espadas, pero sus almas y cuerpos eran débiles y que los romanos debían cumplir con su deber.
Según Plutarco, Breno se enfureció y empezaron a empujarse y desenvainarse las espadas, pero no hubo batalla porque entre las ruinas era imposible formar adecuadamente. Los senones se retiraron a su campamento y luego salieron de la ciudad hasta acampar en la vía Gabinia, a 8 millas (12 km) de la ciudad. Al día siguiente, Camilo los enfrentó en una gran batalla y tomó su campamento, matando a muchos y el resto se dispersó, siendo cazados por los habitantes del campo. En cambio, Diodoro afirma que los senones, en su camino de retorno a sus hogares, asediaron Veascium, un pueblo en Lacio, lo que permitió al dictador atacarlos, matando a la mayoría y recuperar todo lo que habían saqueado. Los sobrevivientes huyeron a tierras de los yapigios, donde fueron vencidos en la planicie Trausiana, en tierras de los sabinos, por los etruscos de Caere, quienes recuperaron el botín y, contra su voluntad, solo se quedaron con lo que los romanos quisieron darles; en el futuro, Roma no fue agradecida con esta ciudad y no le dio igualdad de derechos cuando cayó bajo su dominio. Por su parte, la versión de Tito Livio es que Camilo, una vez cancelado el pago, ordenó a sus hombres formar para la batalla recordándoles que estaban luchando por defender su hogar, trazando una línea entre las ruinas para indicar donde luchar. Por esto, los galos se enojaron y hubo un combate en que fueron vencidos fácilmente y tuvieron que retirarse por 8 millas (12 km) la calzada Gabinia, donde fueron nuevamente vencidos, su campamento tomado y todos muertos. Por este éxito Camilo fue aclamado como el «nuevo Rómulo» y «segundo fundador de Roma». Finalmente, Aurelio Víctor afirma que, mientras asediaban el Capitolino, los galos fueron atacados sorpresivamente por Camilo, quien les masacró.
Camilo celebró un triunfo en que el pueblo lo acompañó en su entrada a la ciudad y fue recibido por los defensores del Capitolino. Después del desfile, el dictador hizo sacrificios a los dioses y purificó la ciudad, especialmente los templos, encargando a los duóviros buscar en los libros sibilinos los rituales adecuados. Luego firmó un pacto con Caere por su hospitalidad, que permitió el culto a sus dioses sin interrupción, ordenó celebrar los primeros Juegos Capitolinos, construir un templo a Ayo Locucio llevar el oro recuperado a los galos al templo Júpiter y permitió los primeros discursos fúnebres en oro a las grandes madres romanas.
Debe mencionarse la versión del griego Polibio, que dice que los senones vencieron en batalla a romanos y aliados, capturando tres días después toda la ciudad, excepto el Capitolino, llevando a una negociación y retirada pactada en buenos términos después de siete meses pues los celtas debieron volver a sus hogares para luchar con los vénetos, pero cargados de botín. Luego pasaron los siguientes años peleándose entre ellos o con tribus alpinas. Debido a que en su versión (y en la de Diodoro) no aparecen las victorias de Camilo poco después del saqueo, Beloch considera que dichos éxitos son una invención posterior de la historiografía romana.

## Consecuencias

### Resurgir del poder romano

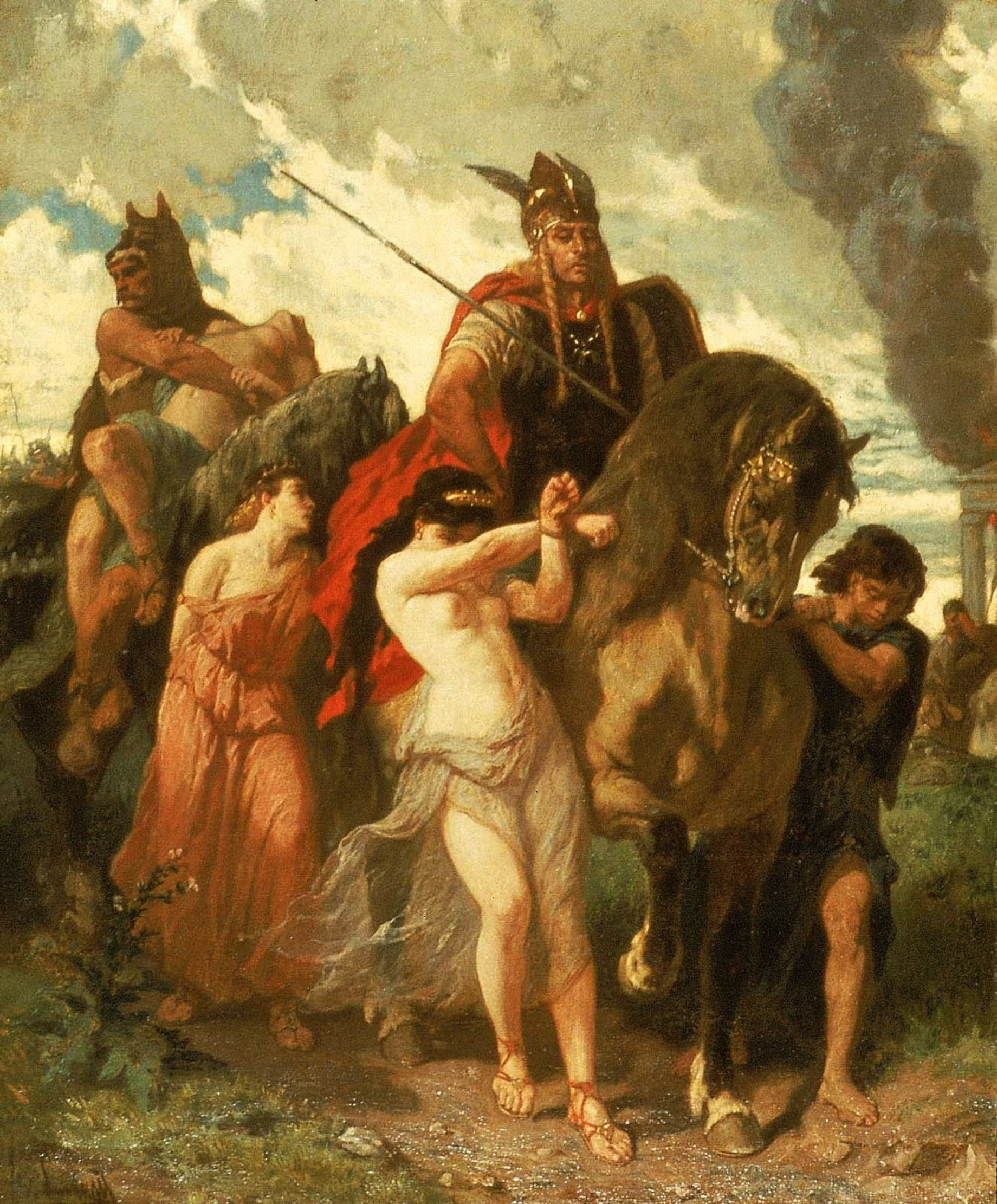
La invasión, por Évariste Vital Luminais,, se muestra a jefes galos volviendo con prisioneros romanos.

Ahora Roma tuvo que enfrentar a hérnicos, volscos, ecuos, latinos y etruscos que atacaban a la vez a la República, pero contrario a lo esperable, este evento fue el principio de su engrandecimiento. Los tribunos consulares reunieron a los soldados y acamparon en el Campo de Marte, pero los latinos y volscos llegaron con una fuerza mayor y atacaron el campamento, obligando a los ciudadanos en la ciudad a nombrar a Camilo dictador nuevamente, con Cayo Servilio Ahala como su nuevo magister equitum.
Éste armó a todo hombre en edad militar que encontró, dividió al ejército en tres partes, tomando el mando personal de una y atacó por la retaguardia a los asaltantes volscos, poniéndolos en fuga. Pronto, los soldados en el campamento se unieron al ataque y los enemigos se refugiaron en las empalizadas de su campamento, cerca de Lanuvium, a la espera de refuerzos propios y etruscos. Habían marchado confiados en la debilidad romana pero al escuchar que estaba presente Camilo tenían miedo y confiaron en los gruesos troncos de su defensa. Camilo mandó lanzar flechas ardientes sobre la empalizada, aprovechando que al amanecer el viento llevó las llamas hacia el resto del campamento. Luego ordenó a sus soldados atacar al enemigo en las trincheras, pudiendo escalar sin resistencia y entrando en el campamento. Volscos y latinos quedaron acorralados en un pequeño espacio y la mayoría murió víctima de las llamas o de los romanos. El fuego fue apagado por los vencedores, que reclamaron el botín. Luego persiguió a los fugitivos y arrasó las tierras de los volscos hasta que estos se rindieron definitivamente.
Sobre las otras dos divisiones de su ejército, la primera la envió a Veyes a enfrentar a los etruscos que se reunían en el santuario de Voltumna. La segunda acampó fuera de Roma.
Enterado de que los ecuos asediaban Bolae, Camilo salió en su ayuda, masacrando al grueso de sus enemigos y capturado su ciudad en el primer ataque. Luego recuperó Sutrium, colonia o aliada romana ocupada por los etruscos. Al principio fueron asediados y sus habitantes habían enviado una petición de ayuda al Senado pero, ante la angustia, se rindieron y tuvieron que abandonar su ciudad justo cuando apareció Camilo. La gente se arrojó a sus pies y los nobles le comunicaron su sufrimiento y exilio. Se dejó una pequeña guarnición protegiendo a los civiles y el ejército marchó con sus aliados a Sutrium, donde los etruscos no habían dejado vigías en los muros, ni puestos de avanzada y tenían las puertas abiertas porque estaban ocupados saqueados. El mismo día que la ciudad cayó ante los etruscos fue liberada, con un ataque sorpresivo en que mató a la mayoría de los ocupantes, quienes no alcanzaron a unir sus fuerzas o armarse. Camilo ordenó matar a todo el que portara algún arma y eso llevó a los que habían decidido luchar hasta el fin a rendirse. Se distribuyó una serie de guardias y antes del anochecer los habitantes empezaron a volver.
No hay acuerdo sobre lo sucedido después. Algunos dicen que Camilo no pudo celebrar un triunfo por la envidia de los tribunos y otros que lo celebró, pero dos años después fue multado con una alta cifra monetaria.

### Reconstrucción
Se sabe que se discutió abandonar Roma y mudarse a Veyes, pero no se aprobó por un discurso que Camilo dio a la asamblea popular: «¿Por qué tratamos de recuperarla, por qué rescatarla, cuando es asediada, de las manos del enemigo, si, ahora que está recuperada, la abandonamos voluntariamente?». Su victoria se volvería el motivo para migrar a una ciudad capturada, convirtiéndose en humillación para sí mismos y una gloria memorable para los galos. Les recordó que sus rituales religiosos venían de tradiciones que databan de la fundación de la ciudad y que abandonarla sería como abandonar a sus dioses, recordándoles el ejemplo del joven Cayo Fabio, que durante el asedio ofreció el sacrificio anual de su familia en el Quirinal bajo la lluvia de misiles enemigos. Era poco probable que, de mudarse, los debidos ritos siguieran cumpliéndose y que cambiar los rituales a la antes hostil Veyes sería impío. También les advirtió que sus enemigos volscos y ecuos podían ocupar una vacía Roma, «¿les gustaría que [ellos] fueran romanos y ustedes mismos veyenses», y luego les preguntó que si Veyes también era destruida, se mudarían a una tercera ciudad; en tal caso el amor a su patria se limitaba a los edificios. Por último, les dijo que había un motivo por el que los dioses hicieron que sus ancestros fundaran ahí la ciudad, porque era el lugar perfecto para un país en expansión.
Todo mundo quedó conmovido, momento en que unas cohortes volvieron de una marcha de guardia al Comitium y su centurión grito: «¡Portador de estandarte, arregle su insignia. Aquí será el mejor lugar donde permanecer!». Se tomó como un presagio y el proyecto de ley fue rechazado.
Como las casas habían sido quemadas y la mayoría de los ciudadanos muertos, el Estado romano dio permiso a cualquiera de reconstruir su vivienda donde quisiera, suministrando tejas para la labor y permitiendo a la gente obtener piedras y tablas de donde quisieran. Como cada persona reconstruyó donde quería, las calles resultaron estrechas y torcidas y las alcantarillas antiguas, que antes iban paralelas a las calles, terminaron pasando bajo algunas casas; un problema que no se pudo solucionar por el aumento de la población. Esta versión es cuestionada por historiadores modernos, que creen que el diseño de las casas siempre fue al azar en la Antigüedad y que los celtas solamente saquearon, pero no destruyeron los edificios. En cuanto al reinicio de su expansión, se consiguió gracias a que se otorgó la ciudadanía sin derecho a voto a los veyenses y a su alianza con Caere.

### Memoria popular
El evento no fue olvidado. Los senones fueron aplastados en Sentino durante la tercera guerra samnita pero el miedo a los galos siguió presente entre los romanos. Cuando la ciudad se vio amenazada por bárbaros en 228, 216 y 114 a. C., fueron enterradas vivas una pareja de galos y otra de griegos, algo extraño porque los romanos no tenían por costumbre el sacrificio humano y el hecho de que usaran galos es interpretado como una forma de evitar un nuevo saqueo. En conmemoración de esta humillación, los romanos crearon la procesión de la supplicia canum en que los perros del Capitolino eran suspendidos en tendedores, cruces o estacas como un castigo simbólico por no alertar del ataque galo, mientras los gansos de Juno, adornados con telas púrpuras y oro, asistían al evento.
El modo de combatir romano cambió. Camilo dio prioridad al uso de jabalinas y espadas de doble filo por encima de la tradicional lanza del sistema hoplítico, sabedor de que eran armas mejores para enfrentarse a los galos, los cuales, a su vez, iban armados sólo con lanzas y espadas largas y se protegían únicamente con un escudo. Los romanos, dándose de cuenta que las largas y cortantes espadas, manejadas con habilidad y fuerza, habían sido una causa fundamental de la victoria celta, también les dieron a sus legionarios lanzas más largas para prevenir el uso efectivo de dichas espadas y yelmos de latón reforzados con placas de hierro.
A mediados del siglo XII el clérigo Godofredo de Monmouth escribió Historia Regum Britanniae, una obra de pseudohistórica sobre los míticos reyes británicos. En ella, Breno era «duque de los alóbroges» y había atacado Roma acompañado de su hermano Belino, «duque de los britanos», conquistando la ciudad tras un asedio y pasando a gobernarla por el resto de sus días.

#### Curiosidades:
- Un saqueo extranjero contra Roma como este seria un fenómeno que para repetirse tendrían que pasar hasta ocho siglos después.

### Inscripciones
- Corpus Inscriptionum Latinarum (CIL). Compilación de inscripciones latinas iniciada en 1847 por un comité encabezado por Theodor Mommsen, organizada geográficamente y agregando nuevos descubrimientos en cada edición.
- Fasti Capitolini. En Degrassi, Attilio (1954). Fasti Capitolini recensuit: praefatus est, indicibus instruxit Atilius Degrassi. En aedibus I.B. Paraviae, pp. 28–62. Digitalizado en Attalus.

### Primaria
Cada libro de algún historiador estará referenciado con números latinos y los capítulos y/o párrafos con números indo-arábigos. 
- Ambrosio de Milán. Hexamerón. Libro V. Basado en traducción latín-inglés John J. Savage, Washington DC: Catholic University of America Press & Editorial Board, volumen XLII de Fathers of the Church, 2010. ISBN 9780813211428.
- Apiano. Guerra de las Galias (fragmentos). Libro IV de Historia Romana. Digitalizado por Livius. Basado en traducción griego-inglés por Horace White, notas de Jona Lendering, 2005. Al citarse se numeran los fragmentos con la fuente en la que aparecen.
- Arnobio de Sicca. Contra las naciones. Libro VI. Digitalizado en The Latin Library. Basado en edición latina de Blasii Amata, edisi ke-Latin, 2002.
- Aurelio Víctor. De los varones ilustres romanos. Basada en traducción latín-español y notas por Agustín Muñoz Álvarez, Sevilla: imprenta de Vázquez e Hidalgo, 1790. Edición latina en The Latin Library.
- Benedicto de Soracte. Anales Eclesiásticos. Basado en traducción latín-italiano, introducción y notas por Massimo Pautrier, Roma: Lulu, 2010. ISBN 9781446635490.
- Cicerón. Cartas a Ático. Libro IX. Digitalizado en Perseus. Edición latina por R. Y. Tyrell & L. C. Purser, Dublín: Board of Trinity College, 1904.
- Claudio Eliano. Sobre la naturaleza de los animales. Libro 12. Digitalizado en UChicago. Basado en edición latina de Friedrich Jacobs, Jena: Frommann, 1832.
- Diodoro Sículo. Biblioteca histórica. Libro XIV. Digitalización en UChicago. Edición basada en traducción griego-inglés por Charles Henry Oldfather, Loeb Classical Library, volumen VI, 1954.
- Dionisio de Halicarnaso. Antigüedades romanas (fragmentos). Libros 13 y 14. Digitalizado en UChicago. Basada en traducción griego-inglés Earnest Cary, edición de Harvard University Press, Loeb Classical Library, volumen VII, 1950.
- Estrabón. Geografía. Libro V. Digitalizado por UChicago. Basada en traducción griego-inglés por H. L. Jones, edición Harvard University Press, Loeb Classical Library, volumen II, 1923.
- Godofredo de Monmouth. Historia de los Reyes de Bretaña. Libro III. Basado en traducción latín-inglés por John Allen Giles, Londres: Jam Bohn, 1842.
- Juan Lido. Sobre los meses. Libro III. Basado en edición griega y traducción griego-latín por Barthold Georg Niebuhr, volumen XXIX de Corpus scriptorum historiae byzantinae, Bonn: E. Weberi, 1837.
- Marco Juniano Justino. Epítome de las Historias filípicas de Pompeyo Trogo. Libro XXIV. Digitalizado en Attalus. Basado en traducción latín-inglés por John Selby Watson, Londres: George Bell and Sons, 1886. Véase también versión de Tertullian y Forum Romanum.
- Marco Terencio Varrón. Acerca de la lengua latina. Libro VI. Basado en traducción latín-inglés por Roland Grubb Kent, Londres: W. Heinemann, 1938.
- Pablo el Diácono. Historia de los pueblos Longobardos. Digitalizado por Archive. Basado en traducción latín-inglés por William Dudley Foulke, edición de Edward Peters, University of Pennsylvania Press, 1907. Véase también reimpresión de 2011. ISBN 9780812205589. También edición latina por Georg Waitz, Hannover: MGH SS rerum Langobardicarum et Italicarum, 1878. Digitalizado en Bibliaca Augustana. Véase también en Intra text.
- Plinio el Viejo. Historia natural. Libro XXIX. Digitalizado por UChicago. Basado en edición latina de Karl Mayhoff, Teubner, 1897.
- Plutarco. Moralia. Libro IV. Digitalizado en UChicago. Basado en traducción griego-inglés por F. C. Babbitt, volumen IV de Loeb Classical Library, 1936.
- Plutarco. Vida de Camilo. Parte de Vidas paralelas. Digitalizado en UChicago. Basado en traducción latín-inglés por Bernadotte Perrin, Loeb Classical Library, volumen II, 1914.
- Polibio. Historias. Libros 1 y 2. Digitalizado por UChicago. Traducción griego-inglés por William Roger Paton, Loeb Classical Library, volumen I, 1922.
- Sexto Pompeyo Festo. El significado de las palabras. Es un compendio de la obra original de Marco Verrio Flaco, actualmente perdida. Basado en edición latina por Emil Thewrewk, Budapest: Sumptibus academiae litterarum Hungaricae, volumen I, 1889.
- Servio. Sobre la Eneida. Libros VII y VIII. Digitalizado por Perseus. Basado edición latina de Georgius Thilo, Leipzig: B. G. Teubner, 1881.
- Tácito. Historias. Libro II. Digitalizado por UChicago. Basado en traducción latín-inglés por C. H. Moore, Loeb Classical Library, volumen II, 1925.
- Tito Livio. Historia de Roma. Libros 5, 6 y 40. Digitalizado por Perseus. Basado en traducción latín-inglés por William Heinemann, Harvard University Press, 1924 (para primeros dos libros) y 1935 (para el tercero).
- Valerio Máximo. Hechos y dichos memorables. Libro I. Digitalizado por Attalus. Basado en traducción latín-inglés por  Samuel Speed, edición de D.R. Shackleton Bailey, Loeb Classical Library, 2000. Véase también ediciones latinas en The Latin Library, UChicago y Perseus.

### Secundaria
- Beloch, Karl Julius (1926). Römische Geschichte bis zum Beginn der punischen Kriege. Berlín: Walter de Gruyter. En alemán.
- Cornell, Tim J. (1995). The Beginnings of Rome: Italy and Rome from the Bronze Age to the Punic Wars. The Routledge History of the Ancient World. Londres: Routledge. En inglés. ISBN 978-0415015967.
- Cotton, Tom (2014). Rome: City-state to Empire. Lulu Press. Rhosilli: Phaselus Publishing. En inglés. ISBN 9781447786436.
- Delbrück, Hans (1990). History of the art of war: Warfare in antiquity. Tomo I. Uiversity of Nebraska Press. Traducción alemán-inglés de Water J. Renfroe Jr. ISBN 9780803291997.
- Ellis, Peter Berresford (1998). Celt and Roman: the Celts of Italy. Nueva York: St. Martin's Press. En inglés. ISBN 978-0312214197.
- Fraccaro, Plinio (1995). "La storia dell'antichissimo esercito romano e l'età dell'ordinamiento centuriato". En Atti del II Congresso nazionale di studi Romani. Tomo III. Roma: Cremonese. En italiano.
- Giannelli, Giulio (1955). La Repubblica romana. Tomo II de Storia politica d'Italia dalle origini ai giorni nostri. Milán: F. Vallardi. En italiano.
- Millot, Claude François Xavier (1823). Elements of general history ancient and modern, with the continuation to 1815 by prof. Millon. Tomo I. Edimburgo: Archibald Constable & Cía.
- Niebuhr, Barthold Georg (1852). Lectures on the History of Rome: From the Earliest Times to the Fall of the Western Empire. Tomo II. Londres: Taylor, Walton, and Maberly. En inglés.